# Telephanus megacephalus
Telephanus megacephalus es una especie de coleóptero de la familia Silvanidae.

## Distribución geográfica
Habita en Puerto Rico, Cuba y Jamaica.